# Élections sénatoriales de 1891 dans la Somme
Les élections sénatoriales dans la Somme ont eu lieu le dimanche 4 janvier 1891. Elles ont eu pour but d'élire les trois sénateurs représentant le département au Sénat pour un mandat de neuf années.

## Contexte départemental

### Sénateurs sortants
|  | Identité              | Étiquette | Groupe              | Élu depuis |
|  | --------------------- | --------- | ------------------- | ---------- |
|  | Albert Dauphin        | Libéral   | Centre gauche       | 1876       |
|  | Frédéric Petit        | Rad-soc.  | Gauche              | 1886       |
|  | Gustave-Louis Jametel | Rép.      | Gauche républicaine | 1890       |

## Présentation des candidats

### Républicains
| N° | Candidats | Candidats             | Parti    | Principales fonctions                                      |
| -- | --------- | --------------------- | -------- | ---------------------------------------------------------- |
| 01 |           | Albert Dauphin        | Libéral  | Sénateur sortant                                           |
| 02 |           | Frédéric Petit        | Rad-soc. | Sénateur sortant, maire et conseiller général d'Amiens     |
| 03 |           | Gustave-Louis Jametel | Rép.     | Sénateur sortant, Président du conseil général de la Somme |

### Conservateurs
| N° | Candidats | Candidats                   | Parti | Principales fonctions |
| -- | --------- | --------------------------- | ----- | --------------------- |
| 01 |           | Louis Briet de Rainvilliers | Cons. | Maire de Boismont     |
| 02 |           | Adalbert de Francqueville   | Cons. | Maire de Remiencourt  |
| 03 |           | Louis Vasset                | Cons. | Maire de Flaucourt    |

## Résultats
|                | Gustave-Louis Jametel*      | Rép.           | 999   | 75,28  |  |  |  |  |
|                | Albert Dauphin*             | Libéral        | 914   | 68,88  |  |  |  |  |
|                | Frédéric Petit*             | Rad-soc.       | 888   | 66,92  |  |  |  |  |
|                | Adalbert de Francqueville   | Cons.          | 378   | 28,49  |  |  |  |  |
|                | Louis Briet de Rainvilliers | Cons.          | 376   | 28,33  |  |  |  |  |
|                | Louis Vasset                | Cons.          | 350   | 26,38  |  |  |  |  |
|                | René Goblet (non candidat)  | Rad.           | 2     | 0,15   |  |  |  |  |
|                |                             |                |       |        |  |  |  |  |
| Inscrits       | Inscrits                    | Inscrits       | 1 348 | 100,00 |  |  |  |  |
| Abstention     | Abstention                  | Abstention     | 18    | 1,34   |  |  |  |  |
| Votants        | Votants                     | Votants        | 1 330 | 98,66  |  |  |  |  |
| Blancs et nuls | Blancs et nuls              | Blancs et nuls | 3     | 0,23   |  |  |  |  |
| Exprimés       | Exprimés                    | Exprimés       | 1 327 | 99,77  |  |  |  |  |

## Sénateurs élus
|  | Identité              | Étiquette | Groupe              | Élu depuis |
|  | --------------------- | --------- | ------------------- | ---------- |
|  | Gustave-Louis Jametel | Rép.      | Gauche républicaine | 1890       |
|  | Albert Dauphin        | Libéral   | Centre gauche       | 1876       |
|  | Frédéric Petit        | Rad-soc.  | Gauche              | 1886       |